# Merlin James
Merlin James (* 1960 in Cardiff) ist ein in britischer Maler, Autor und Kritiker. Er lebt in Glasgow.

## Leben und Werk
James studierte an der Central School of Art and Design und der Royal College of Art in London, anders als die meisten YBA Künstler seiner Generation verließ er London  und ging nach Schottland. Zumeist bestehen die Arbeiten von James aus kleinformatigen Malereien auf Leinwand oder Polyester.
Merlin James setzt er seine Arbeit in Dialog mit historisch-konventionellen Formen, von pseudo-naiven  Darstellungen von Landschaften, Figuren und Tieren zu Farbflächenmalerei. Zur Realisierung seiner Werke bedient er sich  unterschiedlicher Techniken, wie der Nutzung von schwerem Impasto, Malen auf Transparenten über freiliegenden Schieberstangen, dem Auftragen organischer Stoffe wie Haare und Dreck auf die Leinwand, Schneiden von Löchern in die Leinwand, um eine „negative“ Collage zu erzeugen, die die Wand hinter dem Bild freilegt. Er verzichtet dabei auf eine ironische Haltung, die der Postmoderne nahesteht, und zwar zugunsten einer malerischen Praktik mit einer deutlich historiographischen Neigung.
Als Kritiker und Kunsthistoriker hat Merlin James u. a. ein Buch über den britischen Künstler David Jones und Essays und Artikel über den russisch-französischen Maler Serge Charchoune.  Er gilt  bei vielen Künstlern als 'Champion', darunter André Derain, Chaïm Soutine, Jean Hélion, Walter Sickert und L. S. Lowry. 2002 wurde James die erste Alex-Katz-Gastprofessur für Malerei an der Cooper Union verliehen. 2007 repräsentierte James Wales bei der 52. Biennale di Venezia .

## Einzelausstellungen (Auswahl)
- 2014 "Merlin James - Paintings, Drawings, Prints", Aanant & Zoo, Berlin, Deutschland
- 2014 Freestyle, Kunstverein Freiburg, Freiburg im Breisgau, Deutschland
- 2013 Signal Box, KW Institute for Contemporary Art, Berlin, Deutschland
- 2013 Merlin James, Parasol Unit Foundation for Contemporary Art, London, UK
- 2007 Merlin James, Biennale di Venezia, 52. Internationale Kunstausstellung, Wales Pavillon, Italien
- 2005 Merlin James, Sikkema Jenkins & Co., New York, NY, USA
- 2001 Merlin James, Andrew Mummery Gallery, London, UK
- 1995 Poussin's Phocion, National Museum of Wales, Cardiff, Wales

## Bibliographie (Auswahl)
- mit Annick Morard: Serge Charchoune. Allander, Edinburgh, 2013.
- Painting per se. Vortrag an der Cooper Union Great Hall, New York, 28. Februar 2002.
- Easel Painting. Talbot Rice Gallery, Edinburgh 2002, ISBN 1-873108-42-7.
- Lowry's People. Lowry, the University of Virginia, 2000, ISBN 1-902970-07-1.
- The Non Existence of Art Criticism. Vortrag an der New York Studio School, New York und der Tate Gallery, London. Kingston University, Kingston 1996, ISBN 1-899999-05-1.
- David Jones 1895–1974: A Map of the Artist's Mind. Lund Humphries Publishers, 1995, ISBN 0-85331-679-1.
- mit J. P. Dick: Engaging Images: "practical criticism" and Visual Art. Menard Press, 1992, ISBN 0-903400-85-5.